# Catterlen
Catterlen är en by (village) och en civil parish i Cumbria i nordvästra England. Orten har 471 invånare (2001).